# Marattia boivinii
Marattia boivinii là một loài dương xỉ trong họ Marattiaceae. Loài này được Mett., Ettingsh. mô tả khoa học đầu tiên năm 1865.
Danh pháp khoa học của loài này chưa được làm sáng tỏ. 